# Кернес Геннадій Адольфович
Генна́дій Адо́льфович Ке́рнес (27 червня 1959, Харків, Українська РСР, СРСР — 16 грудня 2020, Берлін, Німеччина) — український політичний діяч проросійських поглядів, міський голова Харкова (2010—2020), до того в. о. міського голови (2010). Голова регіональної політичної партії Блок Кернеса — Успішний Харків (2016—2020). Почесний громадянин Харкова (посмертно).
Секретар Харківської міської ради (2002, 2006—2010). Кандидат наук з державного управління (2013). Член Партії Регіонів (2005—2014). Кавалер ордена «За заслуги» II ступення (2005).

## Життєпис
Народився в єврейській родині Кернеса Адольфа Лазаревича (1934 р. н.) та Кернес Ганни Абрамівни (1935 р. н.). Мав сестру, 1976 року закінчив середню школу № 76 Харкова. Після закінчення школи від армії був звільнений за статтею 7-Б (психопатія).
1976 року пішов працювати на завод «Світло шахтаря». У 1977 році вступив до ПТУ № 14, і закінчив його у 1979 р. за спеціальністю «кресляр-конструктор». Був направлений до ВНДІ «Електроапарат», знову пішов на завод «Світло шахтаря» слюсарем.
Після 7 місяців роботи на заводі пішов працювати на молочний комбінат зливальником-розливальником молока. Після 4 місяців пішов на роботу учнем майстра по ремонту годинників. Згодом отримав власну кваліфікацію майстра, працював в різних майстернях і мав власний пункт ремонту (до 1984 р.).
1982 року одружився з Василенко Оксаною Володимирівною, того ж року народився син Кирило. З дружиною розлучився 1985 року.
1986 — отримав патент на індивідуальну трудову діяльність, відкрив майстерню з пошиття одягу. Пізніше перейшов працювати до кооперативу «Ікар», де займався виготовленням одягу.

### Початок кримінальної діяльності
1984 року, звільнившись з роботи в годинниковій майстерні (як згодом зізнавався слідчому, через низьку зарплату), підробляв на дрібних роботах. Почав кримінальну діяльність. Як записано у протоколі допиту, займався тим, що називалося «ламати чеки» — скуповував за номіналом чеки мережі магазинів «Берізка», де продавалися дефіцитні речі, й збував їх на чорному ринку дорожче від номіналу.
1988 року у Кернеса і його співмешканки Привалової Галини Сергіївни народився син Данило. В цей час почав займатися шахрайством — видурював гроші як наперсточник (хоча в протоколі допиту записано: займався цим щонайбільше місяць-півтора).
Був звинуваченим у шахрайстві на території Росії (Тула, Москва) за використання фальшивих чеків і недоплату грошей, була порушена кримінальна справа, але до в'язниці не потрапив.
14 серпня 1992 року за вироком Харківського обласного суду був визнаний винним у скоєнні пограбування та шахрайства (за ст. 143 ч. 2 КК України) та засуджений до 3 років позбавлення волі у виправно-трудовій колонії суворого режиму з конфіскацією всього майна, що є його особистою власністю, за намагання привласнити гроші від фіктивного продажу автомобіля, а також за хуліганські дії. Але в процесі слідства «сприяв встановленню істини, покаявся». З урахуванням цього, а також строку, проведеного за час слідства в ув'язненні (понад два роки), суд звільнив Г. Кернеса з-під варти.
Після звільнення займався приватизацією підприємств енергетичного комплексу, співпрацював з батьком майбутнього мера Харкова М́арком Добкіним. Відкрив власну юридичну компанію.

### Політика

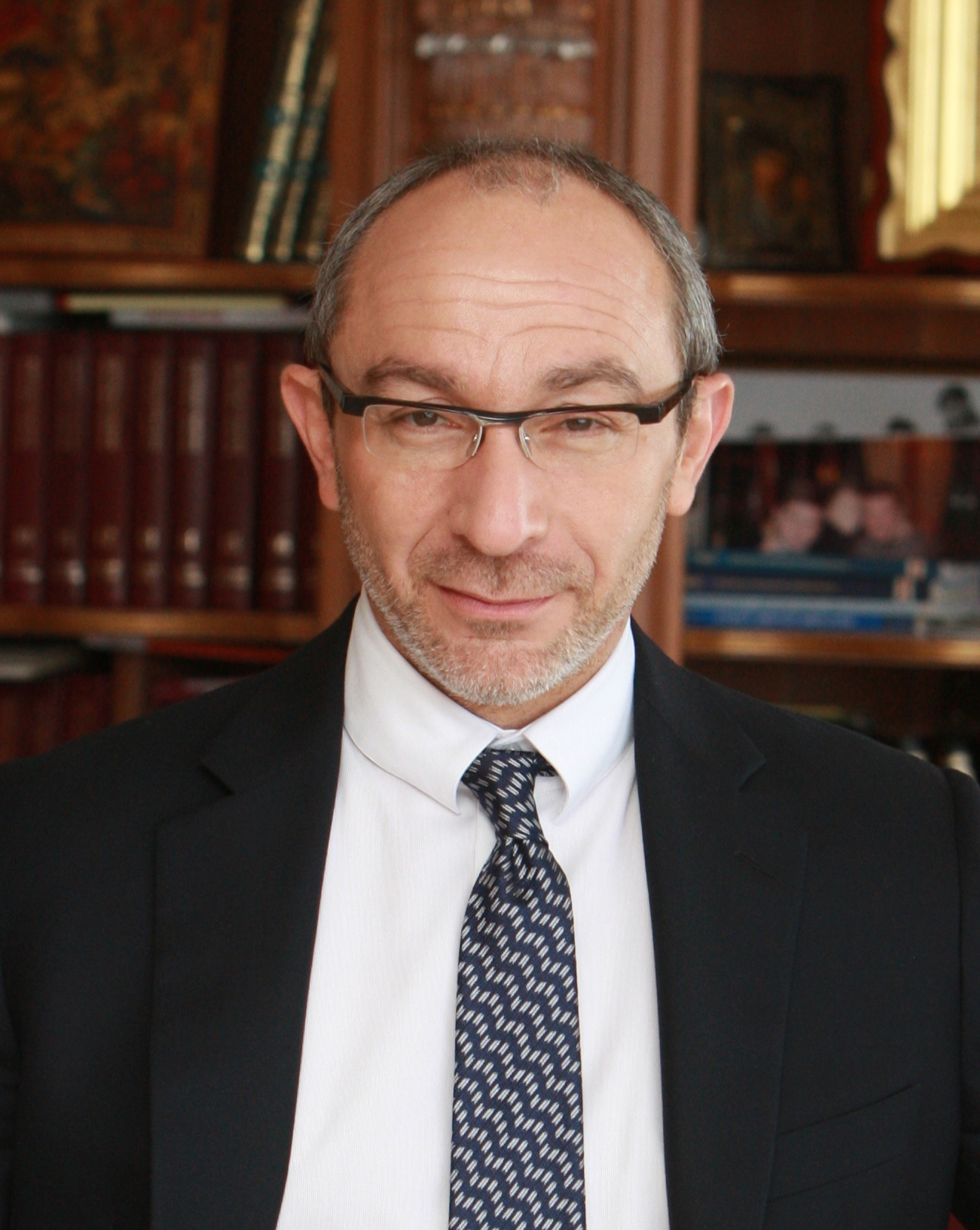
Кернес, 2010 рік

На початку 2000-х років почав цікавитися політикою. Одружився з Оксаною Гайсинською — дочкою колишнього заступника Генпрокурора України Юрія Гайсинського. Став співвласником телевізійної компанії «Тоніс-центр» та газети «Вечірній Харків».
Піддавав гострій критиці тодішню владу міста. Фінансував молодіжне об'єднання «Новий Харків», де за його словами готує нове покоління політиків Харкова і України. Став депутатом Харківської міської ради, брав участь у роботі комісії з питань планування бюджету та фінансів, а також в комісії по контролю за виконанням бюджету.
2002 року обраний секретарем міської ради більшістю депутатського корпусу, але через місяць був звільнений з цієї посади тією ж більшістю (за наполяганням тодішнього мера Харкова Володимира Шумілкіна).
Восени 2004 року, спільно з Арсеном Аваковим, брав участь у подіях Помаранчевої революції в Харкові (на боці «помаранчевих»).
На початку 2006 року фінансував передвиборчу кампанію кандидата на посаду міського голови Михайла Добкіна й фактично очолював його передвиборчий штаб. За його дорученням Добкіну вдалося переконати чинного мера Володимира Шумілкіна, що він є виключно технічним кандидатом, проте його більше цікавить мандат народного депутата (Добкін паралельно балотувався у парламент по списку Партії регіонів). Це дозволило Кернесу виграти час та згодом розвернути потужну передвиборчу кампанію, яка запам'яталась багатьом по телевізійному ролику «Міша, у тєбя скучноє ліцо, тєбє нікто дєнєг нє даст», що швидко став інтернет-мемом.
2006 року обраний секретарем міської ради.
Був власником нерухомості та підприємств у Харкові — володіє готелем «Національ», заводом «Металіст» і декількома іншими підприємствами. Член Партії Регіонів, очолював Харківську міську організацію партії.
Березень 2010 — після призначення Михайла Добкіна главою Харківської ОДА Кернес почав виконувати обов'язки міського голови Харкова.
31 березня 2010 року введений до складу Харківського регіонального комітету з економічних реформ.
За результатами місцевих виборів в Україні, що відбулися 31 жовтня 2010 року, Геннадій Адольфович Кернес — кандидат від Партії Регіонів на посаду харківського міського голови одержав перемогу — за нього проголосували 130 352 виборці. Харківський міський виборчком оприлюднив результати виборів мера Харкова, згідно з якими переміг Кернес, 5 листопада 2010 року.
У грудні 2010 року номінований Українською Гельсінською спілкою з прав людини на антипремію «Будяк року-2010».
28 серпня 2013 року він таємно захистив кандидатську дисертацію «Механізми впливу регіональної еліти на державне управління України».
Кандидат у народні депутати від партії «Опозиційний блок» на парламентських виборах 2019 року, № 3 у списку.

### Замах
У понеділок, 28 квітня 2014 року на Геннадія Кернеса було скоєно замах. Близько 12:00, під час велопрогулянки, йому завдали кульового поранення. Станом на 1 травня 2014 року мер Харкова прийшов до тями в одній з ізраїльських клінік, куди його перевезли після нападу. Міліція поки веде слідчі дії щодо пошуку замовників і виконавця замаху.
4 травня 2014 року, Геннадій Кернес з'явився у інтернет-сервісі Instagram, де опублікував фото з лікарняної палати ізраїльської клініки «Рамбам», про що свідчить логотип на білизні, і подякував за підтримку.
Згодом близького друга Геннадія Кернеса, який разом з Михайлом Добкіним організував серед місцевих бізнесменів збір коштів на його операцію в Ізраїлі, було застрелено у Харкові.

### Хвороба

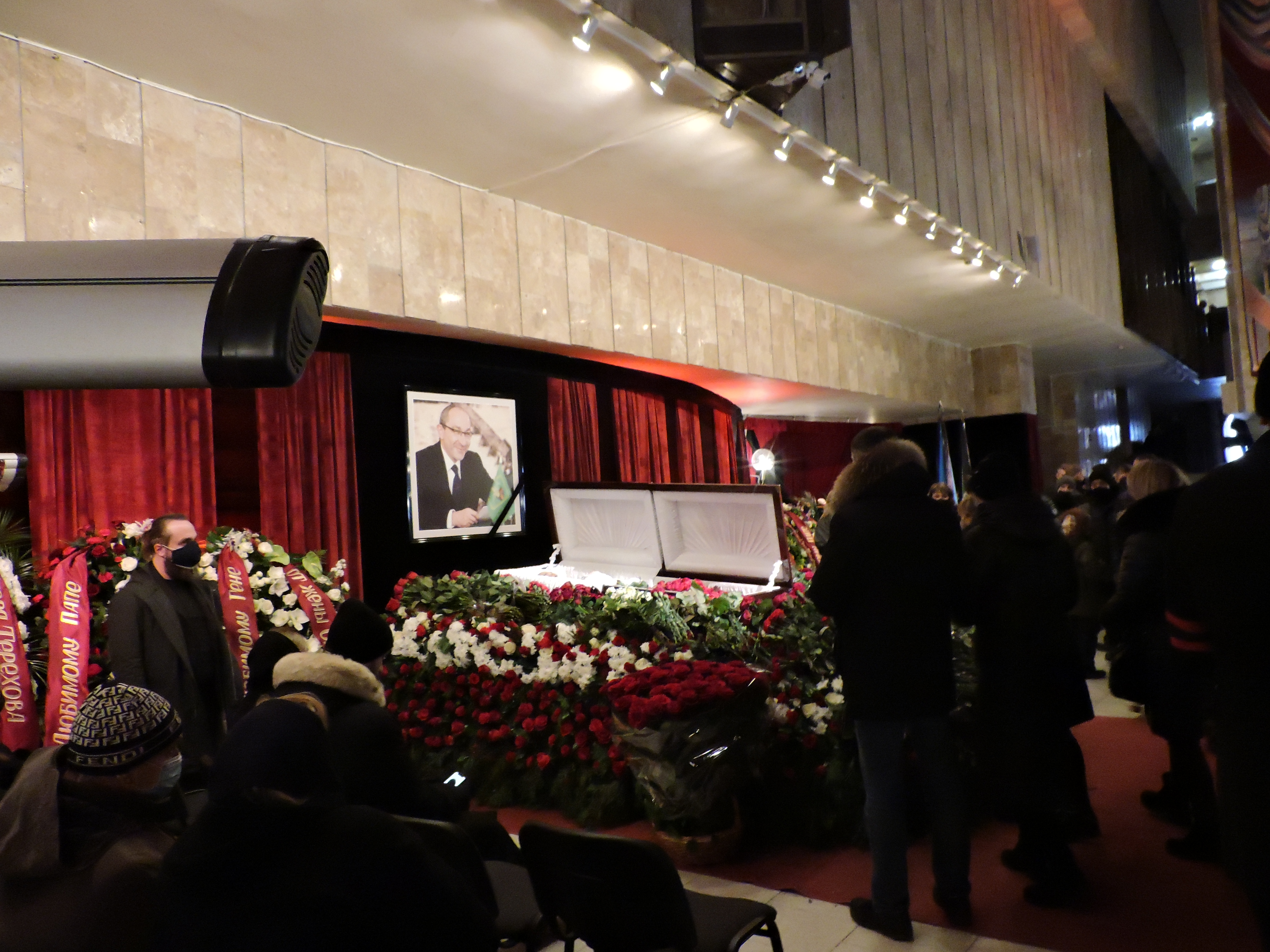
Прощання з Кернесом (23 грудня 2020)

Востаннє Кернес був на публіці на святкуванні Дня Харкова 23 серпня 2020 року і був без маски. Після цього він не з'являвся на публіці. А 26 серпня була опублікована фотографія останньої зустрічі Кернеса — з боксером Олександром Усиком. За спостереженнями, вже на заходах до Дня міста міський голова Харкова мав поганий вигляд 3 вересня у соцмережах з'явилась інформація про захворювання Кернеса на коронавірусну хворобу, але керівник пресслужби Харківської міськради Юрій Сидоренко заперечив це, заявивши, що харківський міський голова здоровий. 12 вересня 2020 року «Суспільне. Харків» з посиланням на власні джерела повідомило, що Геннадій Кернес перебуває Харківській міській клінічній лікарні № 17, яка була однією з опорних для приймання хворих на коронавірусну хворобу. До цього кілька днів у Харківській міськраді ігнорували звернення журналістів щодо здоров'я міського голови.
14 вересня 2020 року видання ZN.UA поширило інформацію, що Кернеса госпіталізовано до 17-ї міської клінічної лікарні із двостороннім запаленням легенів через COVID-19, на який захворів на початку вересня і який протікає у нього у дуже складній формі. Також він перебуває у комі. У Харківській міськраді підтвердили, що міський голова Харкова на лікарняному з 10 вересня і його обов'язки виконує Олександр Новак, проте жодної коми немає, Кернес контролює ситуацію в місті, а поширення такої інформації пов'язали «з загостренням амбіцій „не надто вдалих“ політиків».
Наступного дня, 15 вересня, керівник пресслужби Харківської міської ради Юрій Сидоренко офіційно підтвердив госпіталізацію Геннадія Кернеса до 17-ї міської лікарні через двостороннє запалення легенів через коронавірусну хворобу. При цьому він заявив, що особисто спілкувався з мером Харкова та заперечив твердження про його кому чи набряк мозку. Проте 16 вересня 2020 року те саме видання ZN.UA, з посиланням на оточення Геннадія Кернеса оприлюднило інформацію, що у нього стався комі через інсульт, спричинений коронавірусною хворобою і йде пошук лікарні за кордоном, яка прийняла би його на лікування. Пізно ввечері того ж дня літак із Геннадієм Кернесом вилетів із Харкова і вночі його доставили до німецької клініки «Шаріте» через ускладнення від коронавірусу.
У Харківській міськраді 17 вересня відбулась пресконференція, на якій було повідомлено, що Харківський міський голова нормально переніс політ у спеціальній капсулі для пацієнтів із коронавірусом, він у свідомості, був підключений до апарату високопотокової подачі кисню. Погіршення його здоров'я, яке сталося за кілька днів перед цим, пов'язано із замахом на життя Кернеса у квітні 2014 року. Також сам він не хотів їхати з Харкова, але це було рішення його рідних. Це не завадило Кернесу, жодного разу не з'явившись перед виборцями, 24 жовтня втретє виграти вибори міського голови, а його партії — отримати більше всіх мандатів у міськраді та облраді.
9 листопада Поліція Харкова відкрила справу за фактом зникнення Кернеса за ч. 1 ст. 115 ККУ (умисне вбивство) з приміткою «безвісти зниклий». 9 грудня в Харкові на першій сесії нового складу міської ради Кернеса визнали таким, що вступив на посаду мера, хоча він перебував у Німеччині.

### Смерть
11 грудня, за даними прессекретаря Кернеса Юрія Сидоренка, у Кернеса відмовили обидві нирки. Помер в берлінській клініці Шаріте вночі проти 17 грудня 2020 року внаслідок ускладнень, викликаних COVID-19. Того ж дня у Харкові оголосили триденну жалобу. Згодом один день жалоби перенесли на день похорону міського голови. 21 грудня літак із тілом Кернеса прибув із Берліна до Харкова.
Як пише історик Шимон Бріман (Ізраїль), «рабину відмовили у похороні єврея по-єврейськи». Натомість Кернеса відспівували у найбільшому кафедральному соборі Східної Європи, а потім на його могилу поставили православний хрест. Відспівування Кернеса у Благовіщенському соборі відбулося за християнською традицією, після чого труну мера Харкова перевезли до Харківського національного театру опери та балету. Незважаючи на погоду та карантин, за п'ять годин з очільником міста прийшли попрощатися понад 100 тис. харків'ян, відстоявши на морозі кілометрову чергу до Оперного театру.
| | \| Кернеса назвали «кращим мером в історії міста» і запровадили триденну жалобу мегаполісу – востаннє таке робили для Брежнєва. Єврейська Панорама[56] \| |
| Кернеса назвали «кращим мером в історії міста» і запровадили триденну жалобу мегаполісу – востаннє таке робили для Брежнєва. Єврейська Панорама | |

Один з синів покійного мера Кирило Кернес заявив в інтерв'ю у листопаді 2023 року, що причиною смерті Геннадія Кернеса стало відключення його від системи життєзабезпечення 14 грудня 2020 року. Воно було здійснено без згоди родини. Після цього не витримало серце. За словами сина, Генадій Кернес помер 16 грудня 2020 року, а не 17 грудня, як було оголошено офіційно. У якості доказа цього він продемонстрував документ з клініки Шаріте про смерть.

### Рік по тому
Майже одразу ж після похорону мера з міськради звільнилися всі його радники. У січні 2021 р. було звільнено очільника КП «Харківські теплові мережі» Сергія Андрєєва, що «не виправдав довіри та не показав за роки роботи позитивних результатів», а навесні — директора департаменту будівництва і дорожнього господарства Володимира Чумакова, що просидів у міськраді майже так само довго, як і сам Кернес. Незабаром посаду покинув і заступник Чумакова. Новим мером Харкова став Ігор Терехов, який довгі роки пропрацював у Геннадія Кернеса заступником. Не минуло й року, як Терехов призначив 12-м заступником міського голови Семена Сироту, втім перед виборами у жовтні 2021 року звільнив його і з заступництва, і з департаменту житлово-комунального господарства (до речі, за Кернеса цих департаментів було два).
Між тим, досудове розслідування у справі за фактом замаху на колишнього харківського мера, що стався 28 квітня 2014 року, триває, адже смерть потерпілого не є причиною для припинення кримінального впровадження. Слідчі зібрали понад 40 томів матеріалів кримінального провадження, стверджує адвокат померлого міського голови Олександр Гунченко. «У листопаді 2020 року була завершена комплексна судова медико-криміналістична експертиза в Головному бюро судово-медичних експертиз Міністерства охорони здоров'я України в м. Києві», — повідомив він. Проте, за словами адвоката, з цього моменту до 28 квітня 2021 року не було проведено жодної слідчої розшукової дії.

## Скандали

Країни, в яких Кернес був під санкціями

### Сварка з Кандауровим
На нараді комісії з надзвичайних ситуацій Кернес обізвав голову Харківміськліфта «сучим псом».
| | \| Ти! Кандауров! Ану підведись! Дивися, сучий пес! Якщо ти... — уважно слухай те, що я тобі кажу — ще раз так поставишся до своїх обов'язків, ще раз я дізнаюся про те, що ти особисто, як директор не проконтролював ті обіцянки й зобов'язання, які ти взяв на себе, я тебе помножу на нуль, ти... тобі ясно чи ні?![64] \| Оригінальний текст (рос.) [Ты! Кандауров! А ну встань! Смотри, сучий пёс! Если ты... — внимательно слушай то, что я тебе говорю — ещё раз так отнесёшься к своим обязанностям, ещё раз я узнаю о том, что ты лично как директор не проконтролировал те обещания и обязательства, которые ты взял на себя, я тебя умножу на ноль, ты... тебе ясно или нет?!] Помилка: {{Lang}}: текст вже має курсивний шрифт (допомога) |
| Ти! Кандауров! Ану підведись! Дивися, сучий пес! Якщо ти... — уважно слухай те, що я тобі кажу — ще раз так поставишся до своїх обов'язків, ще раз я дізнаюся про те, що ти особисто, як директор не проконтролював ті обіцянки й зобов'язання, які ти взяв на себе, я тебе помножу на нуль, ти... тобі ясно чи ні?! | |

При цьому видання АТН відзначає, що не дуже зрозуміло, за що дісталося саме Кандаурову.

### «Кооперативна схема»
15 вересня 2016 року співробітники Генеральної прокуратури України та Служби безпеки України провели обшуки в приміщеннях, що належали Геннадію Кернесу, у зв'язку з кримінальною справою щодо організації схеми з розкрадання 654 га землі Харкова на суму 4 млрд гривень.

### Надбавки та доплати працівникам міськради
У Харківській міській раді відмовилися надавати інформацію на запит громадських активістів про суму надбавок, премій та доплат до заробітної плати Геннадія Кернеса, зазначивши, що ці дані є конфіденційними.

### Конфлікт з активістами з приводу тарифів
Під час сесії Харківської міської ради 27 лютого 2019 року Геннадій Кернес відмовився надавати слово представникам громадськості, невдоволеним підвищенням тарифів на проїзд у громадському транспорті, назвавши їх «буйно-гучними дебілами».
Також він назвав колишнього депутата міської ради і громадського активіста Дмитра Мариніна «кнопкою».
| | \| Послухай, ти, негіднику, ти не вмієш розмовляти з людьми, ти розумієш це чи ні? Виведи свою групу людей звідси. І досить тут взагалі нам вказувати. Ти кнопка, бл*дь, ти зрозумів чи ні?[69][70] \| Оригінальний текст (рос.) [Послушай, ты, негодяй, ты не умеешь разговаривать с людьми, ты понимаешь это или нет? Выведи свою группу людей отсюда. И хватит нам здесь вообще указывать. Ты кнопка, бл*дь, ты понял или нет?] Помилка: {{Lang}}: текст вже має курсивний шрифт (допомога) |
| Послухай, ти, негіднику, ти не вмієш розмовляти з людьми, ти розумієш це чи ні? Виведи свою групу людей звідси. І досить тут взагалі нам вказувати. Ти кнопка, бл*дь, ти зрозумів чи ні? | |

### Конфлікт із Фельдманом
27 лютого 2020 року на території ринку сталися сутички між активістами руху «Стоп-дорога» та невідомими молодиками, що хотіли допомогти комунальникам знести вхідну арку на територію торговельного ринку «Барабашово». Внаслідок сутичок постраждали кілька людей. До поліції для з'ясування обставин доставили близько 20 молодих людей. За словами міського голови Геннадія Кернеса, комунальні служби виконували припис щодо демонтажу об'єкта (арки над дорогою), і все було погоджено з правоохоронцями.
Під час пресконференції він повідомив журналістам, що конфлікт на території поблизу ринку «Барабашово» слід розглядати, як протистояння господаря ринку з містом.
| | \| Ніякого протистояння між Кернесом і Фельдманом немає. Я Харківський міський голова, він — почесний президент концерну «АВЕК». Наскільки я розумію, ринок, який годує його, годує і родини підприємців, але документи мають бути у відповідності до чинного законодавства[71] \| |
| Ніякого протистояння між Кернесом і Фельдманом немає. Я Харківський міський голова, він — почесний президент концерну «АВЕК». Наскільки я розумію, ринок, який годує його, годує і родини підприємців, але документи мають бути у відповідності до чинного законодавства | |

Кернес в чергове продемонстрував Генеральний план Харкова та низку рішень і погоджень, відповідно до яких, через «Барабашово» має бути збудована нова дорога. Він зазначив, що подальші дії будуть виваженими і те, що розпочато буде доведено до кінця: «Дорога буде побудована». Міський голова наголосив, що її будівництво розпочнеться після проведення відповідного тендера. Про темпи будівництва дороги можна казати тоді, коли не буде спротиву, додав він.

## Курйози
У вересні 2007 року на YouTube з'явилося відео зйомок передвиборчого кліпу Михайла Добкіна, що балотувався на посаду міського голови Харкова. Режисером зйомки виступає на той час секретар міськради Харкова Геннадій Кернес в бузковому шарфу, асистуючи йому та з-за кадру даючи настанови, щиро оздоблюючи свою мову лайкою та блатним жаргоном. Окремі фрази з цього відео на деякий час стали інтернет-мемами. До сьогодні відео набрало понад 4 мільйони переглядів. Як з'ясувалося згодом, замовником змонтованого ролика були політичні опоненти Добкіна і Кернеса — брати Протаси, які придбали це відео через одного з режисерів 7 каналу, що належав на той момент Кернесу з Аваковим. Втім його оприлюднення, за словами медіаменеджера мера Ростислава Касьяненка, попри очікування опонентів, не завдало значної шкоди політичній репутації ані Добкіна, ані Кернеса. Їхні медійники, навпаки, прийняли рішення сприяти розповсюдженню скандального ролика. Після того, як на відео наклали англійські субтитри, ролик на 23 дні зайняв перше місце в англомовному YouTube.

## Нагороди
- Орден «За заслуги» III ступеня (5 липня 2012) — за значний особистий внесок у підготовку і проведення в Україні фінальної частини чемпіонату Європи 2012 року з футболу, успішну реалізацію інфраструктурних проєктів, забезпечення правопорядку і громадської безпеки під час турніру, піднесення міжнародного авторитету Української держави, високий професіоналізм[77];
- Почесна грамота Кабінету Міністрів України (2006)[78];
- Почесна відзнака Харківської обласної ради «Слобожанська слава» (2003)[78];
- Відзнака «За особливі заслуги перед УПЦ МП» (2011)[79];
- Почесна Грамота Верховної Ради (2013)[80];
- XVII щорічна премія України «Людина року», перемога в номінації «Міський голова року»[81].

## Вшанування пам'яті
23 серпня 2021 року у місті Харків фасаді будівлі Харківської міської ради відкрили меморіальну дошку Геннадію Кернесу.